# رلیا باشیچ
رلیا باشیچ (انگلیسی: Relja Bašić؛ زادهٔ ۱۴ فوریهٔ ۱۹۳۰ - درگذشته ۷ آوریل ۲۰۱۷) یک هنرپیشه اهل کرواسی بود. رلیا باشیچ در ۷ آوریل ۲۰۱۷ در سن ۸۷ سالگی درگذشت.
از فیلم‌ها یا برنامه‌های تلویزیونی که وی در آن نقش داشته است می‌توان به ولتاژ بالا، خانه، پل اشاره کرد.